# Frank Schäfer (Schriftsteller)
Frank Schäfer (* 1966) ist ein deutscher Schriftsteller.

## Leben
Der freie Autor wohnt in Braunschweig und schreibt regelmäßig für die Tageszeitungen NZZ, junge Welt und taz sowie für die Zeitschriften Rolling Stone, Titanic und konkret.
Seine Dissertation schrieb Schäfer über Lichtenberg und das Judentum in Braunschweig. Er veröffentlichte neben diversen Essaysammlungen Sachbücher zur Literatur und Popkultur. 2001 erschien sein Debütroman mit dem Titel Die Welt ist eine Scheibe im Oktober Verlag Münster. Schäfer war einer der Mitherausgeber der Zeitschrift Griffel. Als Gitarrist spielte Schäfer Ende der 1980er Jahre und Anfang der 1990er Jahre in der Heavy-Metal-Band Salem’s Law.

## Schriften (Auswahl)
- Griffel. Magazin für Literatur und Kritik (Hg. von F.S. und Rüdiger Wartusch), Heft 1 (1995) bis Heft 9 (2001), zunächst Kuhle, Braunschweig; ab Heft 8 Wehrhahn, Hannover.
- Die Goldenen Siebziger. Ein notwendiges Wörterbuch (zusammen mit Gerald Fricke, Rüdiger Wartusch), Reclam Leipzig, Leipzig 1997.
- Der Campus / Das Campuswörterbuch (zusammen mit Gerald Fricke, Dietrich Schwanitz), Eichborn, Frankfurt am Main 1998, ISBN 978-3-8218-0525-2.
- Lichtenberg und das Judentum. Wallstein, Göttingen 1998, ISBN 978-3-89244-306-3.
- Lichtenberg-ABC. Reclam, Leipzig 1998.
- Petting statt Pershing. Das Wörterbuch der Achtziger (zusammen mit Gerald Fricke), Reclam Leipzig, Leipzig 1998, ISBN 978-3-379-01630-8.
- Lichtenberg – Schmidt – Rühmkorf. Eine kleine Analogie- und Ableitungskunde. Wehrhahn, Hannover 1999, ISBN 978-3-932324-96-3.
- Lexikon der Rockgitarristen (zusammen mit Michael Rudolf), Schwarzkopf & Schwarzkopf, Berlin 1999.
- Für alles gibt’s ein Erstes Mal. Das Buch der Bahnbrecher, Vordenker und Neutöner (zusammen mit Gerald Fricke), Hoffmann und Campe, Hamburg 1999.
- Die Entdeckung des Mangelhaften. Lichtenberg und Goethe. Wehrhahn, Hannover 2000, ISBN 978-3-932324-00-0.
- Lemmy und die Schmöker Band (zusammen mit Gerald Fricke, Hartmut El Kurdi, Michael Quasthoff), Verlag Andreas Reiffer, Braunschweig 2001, ISBN 978-3-934896-45-1.
- Kultbücher. Schwarzkopf & Schwarzkopf, Berlin 2000, ISBN 978-3-89602-330-8.
- The Boys Are Back In Town. Mein erstes Rockkonzert – ein Lesebuch. Schwarzkopf & Schwarzkopf, Berlin 2000.
- Heavy Metal. Geschichten, Bands und Platten. Reclam, Leipzig 2001, ISBN 978-3-379-01737-4.
- Die Welt ist eine Scheibe. Rockroman. Oktober, Münster 2001, ISBN 978-3-938568-11-8.
- Sommer der Hiebe. Roch’n’Roll-Haiku. Verlag Andreas Reiffer, Braunschweig 2001, ISBN 978-3-934896-14-7.
- A Tribute To Jimi Hendrix. Schwarzkopf & Schwarzkopf, Berlin 2002.
- Ich bin dann mal weg. Streifzüge durch die Pop-Kultur. Schwarzkopf & Schwarzkopf, Berlin 2002, ISBN 978-3-89602-394-0.
- Harte Kerle. Oktober, Münster 2003, ISBN 978-3-938568-21-7.
- Verdreht. Oktober, Münster 2003, ISBN 978-3-938568-10-1.
- Pop! Alltag! Wahnsinn! Ein unsachliches Lexikon. Schwarzkopf & Schwarzkopf, Berlin 2003, ISBN 978-3-89602-465-7.
- Pünschel gibt Stoff. Maro, 2004, ISBN 978-3-87512-275-6
- Was soll der Lärm. Rock-Kritiken. Verlag Andreas Reiffer 2005.
- Soundtrack eines Sommers (unter Pseudonym Fritz Pfäfflin (Hg.)), Herder 2005.
- Kultbücher. was man wirklich kennen sollte. Erftstadt 2005 (verbesserte, stark erweiterte Neuauflage, Area).
- Für alles gibt’s ein Erstes Mal (zusammen mit Gerald Fricke, verbesserte, stark erweiterte Neuauflage, Area).
- Kleinstadtblues. Maro, Augsburg 2007, ISBN 978-3-87512-282-4.
- Zensierte Bücher. Verbotene Literatur von Fanny Hill bis American Psycho. Area, Erftstadt 2006, ISBN 978-3-89996-800-2.
- Generation Rock. Konzept-Album. Oktober, Münster 2008, ISBN 978-3-938568-50-7.
- Homestories. Zehn Visiten bei Schriftstellern. Textem, Hamburg 2008.
- Woodstock’ 69. Die Legende. Residenz, St. Pölten 2009.
- als Herausgeber: Helmut Salzinger: Best of Jonas Überohr. Popkritik 1966–1982. Philo Fine Arts, Hamburg 2010.
- Alte Autos und Rock’n’Roll. Der rasende Rezensent I. Oktober, Münster 2010.
- 111 Gründe, Heavy Metal zu lieben. Schwarzkopf & Schwarzkopf, Berlin 2010.
- Rumba mit den Rumsäufern. Der rasende Rezensent II. Oktober, Münster 2011.
- Talking Metal. Schwarzkopf & Schwarzkopf, Berlin 2011
- Being Jimi Hendrix. Ein Essay. Verlag Andreas Reiffer, Meine bei Braunschweig 2012.
- Der kleine Provinzberater. Schwarzkopf & Schwarzkopf, Berlin 2012.
- Metal Störies. Metrolit, Berlin 2013.
- Was Männer niemals sagen würden. Lappan, Oldenburg 2013.
- Metal Antholögy. Ansichten und Meinungen eines Schwermetallsüchtigen. Schwarzkopf & Schwarzkopf, Berlin 2014.
- Blam! Blam! Blam! Ein Comic(ver)führer. Verlag Andreas Reiffer, Meine bei Braunschweig 2014.
- Der Couchrebell. Streifzüge durchs wahre Leben. Herder, Freiburg 2015.
- 1966. Das Jahr, in dem die Welt ihr Bewusstsein erweiterte. Residenz, Salzburg/Wien 2016.
- Henry David Thoreau – Waldgänger und Rebell. Eine Biographie. Suhrkamp, Berlin 2017[1].
- Hühnergötter. Roman. Limbus, Innsbruck 2017.
- Burg Herzberg Festival – since 1968. Verlag Andreas Reiffer Reiffer, Meine bei Braunschweig 2018.
- als Herausgeber: Hear ’em All. Heavy Metal für die eiserne Insel. Ventil, Mainz 2018.
- Jagdszenen in Niedersachsen. Verlag Andreas Reiffer, Meine bei Braunschweig 2019.
- Die Neuerfindung des Rock’n’Roll. Verlag Andreas Reiffer, Meine bei Braunschweig 2020.
- Rebellion. Textem, Hamburg 2020.
- Notes on a Dirty Old Man. Charles Bukowski von A bis Z. Zweitausendeins, Leipzig 2020.
- Das andere Amerika. Literarische Porträts. Limbus, Innsbruck 2021.
- Krachgeschichten. Zweitausendeins, Leipzig 2021.
- Heavy Kraut. Wie der Metal nach Deutschland kam. Verlag Andreas Reiffer, Meine bei Braunschweig 2022.
- Das wilde Lesen. Deutsche Literaturgeschichte(n). Verlag Andreas Reiffer, Meine bei Braunschweig 2023.
- AC/DC. 100 Seiten. Reclam, Ditzingen 2024.
- Zu früh. Roman. Kröner, Stuttgart 2024.
- Nötes of a Dirty Old Fan. Metal Stories. Satyr, Berlin 2024.
- Rolf Dieter Brinkmann. Ein Zettelkasten. Verlag Andreas Reiffer, Meine bei Braunschweig 2025.

## Diskografie
- Salem’s Law – Tale Of Goblin’s Breed, ZYX Metallic 1989
- Salem’s Law – Generation Rock, Bonus-CD zum gleichnamigen Buch, Oktober Verlag 2008
- Heavy Kraut! Wie der Hardrock nach Deutschland kam. Teil 1 (1970-1976). Bear Family, Holste 2023 (Zusammenstellung und Begleittexte)
- Heavy Kraut! Wie der Hardrock nach Deutschland kam. Teil 2 (1977-1983). Bear Family, Holste 2024 (Zusammenstellung und Begleittexte)